# Pavlivka, Kozelșciîna
Pavlivka (în ucraineană Павлівка) este un sat în așezarea urbană Kozelșciîna din regiunea Poltava, Ucraina.

## Demografie
Componența lingvistică a localității Pavlivka
     Ucraineană (95,28%)
     Maghiară (2,36%)
     Rusă (2,36%)
Conform recensământului din 2001, majoritatea populației localității Pavlivka era vorbitoare de ucraineană (95,28%), existând în minoritate și vorbitori de rusă (2,36%) și maghiară (2,36%).